# سافیلد دپو (کنتیکت)
سافیلد دپو (به انگلیسی: Suffield Depot) یک منطقهٔ مسکونی در ایالات متحده آمریکا است که در کنتیکت واقع شده‌است. سافیلد دپو ۵٫۱ کیلومتر مربع مساحت و ۱٬۳۲۵ نفر جمعیت دارد و ۳۹٫۶۲ متر بالاتر از سطح دریا واقع شده‌است.